# Miguel Hidalgo, Puente Nacional
Miguel Hidalgo är en ort i Mexiko.   Den ligger i kommunen Puente Nacional och delstaten Veracruz, i den sydöstra delen av landet, 280 km öster om huvudstaden Mexico City. Miguel Hidalgo ligger 142 meter över havet och antalet invånare är 224.
Terrängen runt Miguel Hidalgo är lite kuperad, och sluttar brant österut. Runt Miguel Hidalgo är det ganska tätbefolkat, med 108 invånare per kvadratkilometer. Närmaste större samhälle är Zempoala, 16,1 km nordost om Miguel Hidalgo. Trakten runt Miguel Hidalgo består till största delen av jordbruksmark.